# He Ting Ru
He Ting Ru (en chinois 何廷儒 ; en pinyin Hé Tíngrú), née le 16 juin 1983 à Singapour, est une femme politique et avocate singapourienne.
Elle est élue députée au Parlement de Singapour, représentant la division Buangkok du Sengkang GRC, pour le Parti des travailleurs (WP) d'opposition. Elle est par ailleurs élue au Comité exécutif central de ce parti, dont elle est aussi trésorière depuis 2020.
Lors des élections générales de 2020, elle mène la liste de quatre membres du WP à une autre percée historique lorsque sa liste remporte la deuxième circonscription de représentation de groupe.

## Biographie

### Jeunesse et formation
He Ting Ru fréquente l'école de filles du CHIJ Saint Nicholas et le Raffles Junior College du Raffles Institution. Elle obtient ensuite son Bachelor of Arts en sciences naturelles de l'Université de Cambridge en Angleterre. Après avoir obtenu son diplôme universitaire, elle complète ses études par le diplôme d'études supérieures en droit et pratique juridique, ce qui lui permet de devenir avocate dans la juridiction de l'Angleterre et du Pays de Galles.

### Carrière politique
He Ting Ru rejoint le Parti des travailleurs (WP) en commençant par y faire du bénévolat dans la division Paya Lebar en 2011.
Elle devient la secrétaire de l'aile jeunesse du Parti des travailleurs et supervise les efforts de sensibilisation de la branche Jeunesse du parti, dans les domaines du service, de l'éducation et du patrimoine.
He Ting Ru fait ses débuts politiques sur la scène nationale en participant aux élections législatives de 2015 au sein de la liste WP de cinq membres participant au Marine Parade GRC, où sa liste recueille 35,9 % des voix et perd face à la liste du PAP où figurent notamment Tan Chuan Jin et le ministre émérite Goh Chok Tong.
Lors des élections législatives de 2020, elle est tête de liste WP d'une liste de quatre membres participant à Sengkang GRC, avec comme colistiers Jamus Lim, Louis Chua et Raeesah Khan. Le 11 juillet 2020, elle est élue députée au parlement, représentant la division Buangkok du Sengkang GRC.
Elle ensuite élue au Comité exécutif central (CEC) du parti en tant que trésorière, et élue en 2020 présidente du conseil municipal de Sengkang,.

### Carrière juridique
He Ting Ru travaille comme avocate au sein du cabinet d'avocats Clifford Chance. Après une période de formation, elle travaille à Londres et à Francfort. Elle rejoint ensuite une institution financière européenne à Singapour en tant que juriste sur les produits dérivés,.
Elle est depuis 2013 la responsable des affaires juridiques et de la communication d'une entreprise multinationale cotée en bourse. Elle dirige ainsi pour ce groupe les questions juridiques et de communication en Asie, en Amérique du Nord, en Europe et en Afrique.

### Vie privée
He Ting Ru épouse en 2016 Terence Tan, un autre membre du WP. Le couple faisait partie de la liste WP composée de cinq membres participant à la Marine Parade GRC en 2015. Ils ont trois fils,.